# Euprosopia hollowayi
Euprosopia hollowayi är en tvåvingeart som beskrevs av Mcalpine 1973. Euprosopia hollowayi ingår i släktet Euprosopia och familjen bredmunsflugor. Inga underarter finns listade i Catalogue of Life.